# Beaumont, Sour Lake and Western Railway
Le Beaumont, Sour Lake and Western Railway (BSL&W) était un chemin de fer américain de classe I qui circulait entre Beaumont, Texas et Gulf Coast Junction à Houston. Il fut créé en 1903 sous le nom de Beaumont, Sour Lake and Port Arthur Traction Company, avant de se rebaptiser l'année suivante sous son nom définitif. En 1924 il passa sous le contrôle du Missouri Pacific Railroad, mais conserva son indépendance jusqu'à sa fusion en 1956. Son réseau, long de 137 km, passait par de petites communautés du sud-est du Texas comme Hull, Kenefick et Huffman. 

## Les origines
Le Beaumont Sour Lake and Port Arthur Traction Company fut créé le 8 août 1903. La construction débuta à Beaumont en octobre 1903. La compagnie fut rebaptisée Beaumont Sour Lake and Western le 30 juin 1904. RC Duff et d'autres bailleurs de fonds de Columbus, Ohio et Beaumont (Texas) décidèrent de construire une ligne électrifiée entre Port Arthur et Sour Lake. La compagnie amenda sa charte afin d'être autorisée non seulement à relier Beaumont à Port Arthur, Sour Lake, Batson et Houston, mais aussi à transporter des marchandises, des voyageurs et du courrier.

## Le regroupement avec les Gulf Coast Lines
Cependant, tandis que Port Arthur semblait de moins en moins capable de dépasser Houston comme centre portuaire majeur, la production des champs de pétrole de Sour Lake déclinait. Certains investisseurs d'origines prirent peur. BF Yoakum, président du conseil d'administration du Rock Island et du Frisco, en profita pour racheter la compagnie en 1905. BF Yoakum, fut le premier à envisager la mise en place d'un nouveau réseau au Texas et en Louisiane, baptisé Gulf Coast Lines. Construites conjointement par le Rock Island, le Frisco et plusieurs autres compagnies, ces lignes permettait de réaliser une liaison ferroviaire continue entre Chicago, Saint-Louis, Missouri, Memphis, Tennessee, Bâton-Rouge, Louisiane, Houston, Brownsville, Tampico et Mexico City. Le BSL&W rejoignit les différentes lignes regroupées sous la bannière de Gulf Coast Lines. Malgré les inondations et les menaces de fièvre jaune, le BSL&W relia Grayburg à Houston le 31 décembre 1907. Dans le même temps, le St. Louis Brownsville and Mexico entrait en service en reliant Houston à Brownsville. En 1916, le BSL&W gagnait 180 000 dollars grâce aux voyageurs et 604 000 grâce au fret. Le réseau mesurait 137 km et reliait Beaumont à Hull, Kenefick, Huffman et Houston où il se connectait à la Gulf Coast Junction. Le BSL&W fut racheté par le Missouri Pacific (MP) en 1924, mais continua son exploitation en tant que compagnie indépendante jusqu'au 1er mars 1956, date de sa fusion avec le MP. 

## Actuellement
Cette compagnie est possédée et exploitée par l'Union Pacific Railroad. Le réseau est principalement à voie unique avec des zones d'évitements limitées. Il circule en moyenne 15 trains par jour.